# 協和ビジョン
協和ビジョン株式会社（きょうわビジョン）は、長野県北佐久郡軽井沢町に本社のあるケーブルテレビ局である。三和グループに属し、系列には軽井沢で別荘の分譲を行う三和地所、軽井沢駅前の蕎麦屋および軽井沢・プリンスショッピングプラザ内のラーメン店を営業する三和観光などがある。
名称：軽井沢有線テレビ 略称：KVC

## 本社
- 長野県北佐久郡軽井沢町軽井沢東7番地22

## サービスエリア
- 長野県北佐久郡軽井沢町

## 主な放送チャンネル

### テレビ局
| リモコンID | デジタル  | 放送局       |
| ---------- | --------- | ------------ |
| 地上1      | 011-012   | NHK長野総合  |
| 地上2      | 021-023   | NHK長野Eテレ |
| 地上4      | 041-042   | テレビ信州   |
| 地上5      | 051-052   | 長野朝日放送 |
| 地上6      | 061-062   | 信越放送     |
| 地上8      | 081-082   | 長野放送     |
| BS1        | BS101-102 | NHK BS       |
| BS4        | BS141-143 | BS日テレ     |
| BS5        | BS151-153 | BS朝日       |
| BS6        | BS161-163 | BS-TBS       |
| BS7        | BS171-173 | BSテレ東     |
| BS8        | BS181-183 | BSフジ       |

- 地上デジタル放送はパススルー方式のため、地上デジタル対応テレビまたはチューナーであれば視聴可能。
- 現時点では、BSデジタル放送7波とQVCはすべてデジアナ変換されており、データ放送やサブチャンネルをCATV経由で視聴することはできない。
- 在京キー全5局の区域外再放送について、完全地上デジタル化に伴う地上アナログ放送の終了に伴い、2011年7月24日をもって一旦休止するも、関係各所との協議が整い、地上デジタル放送での再開。2014年7月24日までの経過措置 （激変緩和措置）が取られ、同日をもって再放送を終了した[1]。
- かつて、地上アナログ放送では在京キー全5局以外にテレビ埼玉の区域外再放送を行っていた。アナアナ変換に伴う地上アナログ放送の混信の影響で、2005年8月5日14:00をもってこれを終了した。地上デジタル放送では区域外再放送を行わない。